# Лаял, Марк
Марк Лаял (эст. Mark Lajal; род. 12 мая 2003) — эстонский профессиональный теннисист.

## Биография
В 2023 году Марк выиграл свой первый титул «Челленджер» в Литл-Роке и стал первым эстонцем, выигравшим подобный турнир до достижения возраста в 21 год, и вторым теннисистом победителем «Челленджера» в истории Эстонии. В этом же году, дебютировав в ATP под 229-м номером, получил специальное приглашение в основную сетку Открытого чемпионата Европы и одержал первую победу над испанцем Хауме Мунаром, но уступил 4-й ракетке турнира и будущему финалисту Артюру Фису.
В июле 2024 года, занимая 262-е место в мировом рейтинге, Лаял дебютировал на турнирах Большого шлема. После победы в квалификации на Уимблдоне в своём дебютном матче первого раунда проиграл будущему чемпиону Карлосу Алькарасу.
В августе 2024 года Лаял дошёл до своего второго в карьере финала Челленджера в Чжанцзягане, проиграв в финале Ясутаке Утияме из Японии.
В июне 2025 года успешно прошёл квалификацию в основную сетку турнира в Хертогенбосе. Дошёл до четвертьфинала где уступил бельгийцу Зизу Бергсу.

## Рейтинг на конец года
| Год  | Одиночный рейтинг | Парный рейтинг |
| 2024 | 229               | 720            |
| 2023 | 206               | 1161           |
| 2022 | 402               | 1579           |
| 2021 | 1220              | 2288           |